# Mairy-Mainville
Mairy-Mainville è un comune francese di 579 abitanti situato nel dipartimento della Meurthe e Mosella nella regione del Grand Est.

## Società

### Evoluzione demografica
Abitanti censiti